# Protoestrator
Protoestrator (em grego: πρωτοστράτωρ; romaniz.: protostrátor) foi um oficial cortesão bizantino, originalmente tido como o mestre dos estábulos imperiais, que nos últimos séculos do império evoluiu para um dos altos ofícios militares. Sua forma feminina, dada às esposas dos titulares, foi protoestratorissa (em grego: πρωτοστρατόρισσα; romaniz.: protostratórissa).

## História

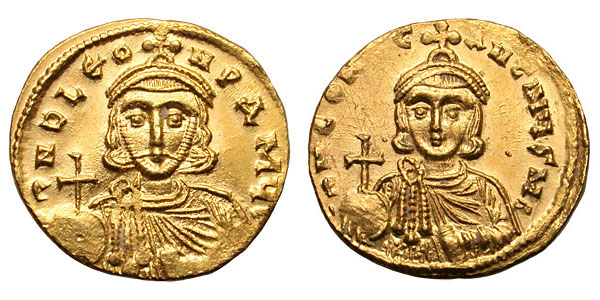
Soldo de r. e r.

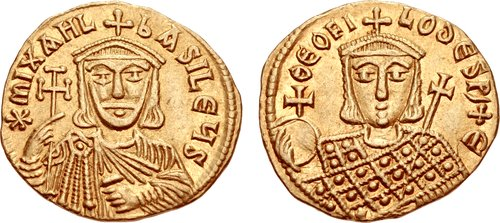
Soldo de r. e seu filho Teófilo

O título significa "primeiro estrator", refletindo a natureza inicial do ofício como chefe da ordem imperial (taxis) dos estratores (cavalariços), que formavam a "escola dos estratores" (schola stratorum) atestada, por exemplo, prefeitura pretoriana da África no século VI. Um doméstico dos estratores aparece sob Justiniano II (r. 685–695, 705–711) e um protoestrator do Tema Opsiciano chamado Rufo em 712. O primeiro titular do posto a ser mencionado como um personagem relativamente importante, contudo, é o espatário Constantino, filho do patrício Vardanes, mencionado próximo do fim duma lista de vítimas da perseguição iconoclasta sob Constantino V Coprônimo (r. 741–775) em 765. O espatário Constantino é também o primeiro titular conhecido do posto "protoestrator imperial" (βασιλικός πρωτοστράτωρ, basilikos prōtostratōr).
Durante o período bizantino intermediário (até finais do século XI), o seu lugar na hierarquia não era elevado, mas sua proximidade com o imperador facilitou sua rápida ascensão, como exemplificado pela carreira de Manuel, o Armênio e dos futuros imperadores Miguel II, o Amoriano (r. 820–829) e Basílio I, o Macedônio (r. 867–886). No Cletorológio de 899, é registrado como uma das "dignidades especiais" (axiai eidikai) e classificado na 48ª posição entre os 60 oficiais palacianos mais seniores. Titulares do posto poderiam aspirar algumas das mais altas posições, como de antípato patrício ou protoestrator.
O protoestrator teve lugar de destaque em cerimônias imperiais, andando ao lado do imperador em procissões (junto de seu superior, o conde do estábulo) e caçadas. Em campanhas, ele e o conde do estábulo ficaram próximos à tenda imperial, junto de três estratores com cavalos atrelados. Em procissões triunfais do Grande Palácio ao Fórum de Constantino, carregou a bandeira do imperador (flâmulo), antecedendo o imperador da sala do consistório até o fórum, e colocou a lança imperial no pescoço dos líderes cativos árabes. Em certas ocasiões, inclusive foi encarregado de introduzir emissários estrangeiros nas audiências imperiais.

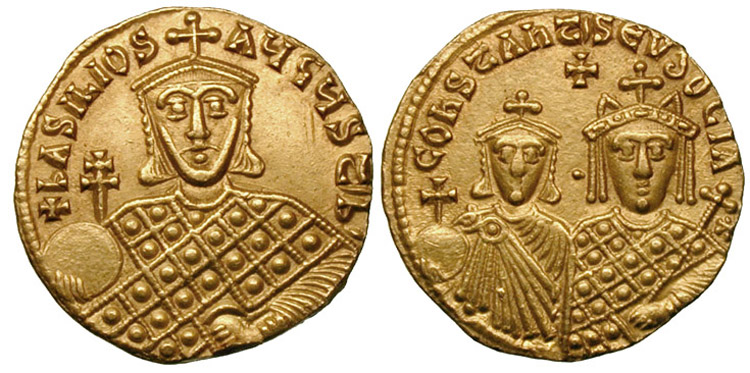
Soldo de r.

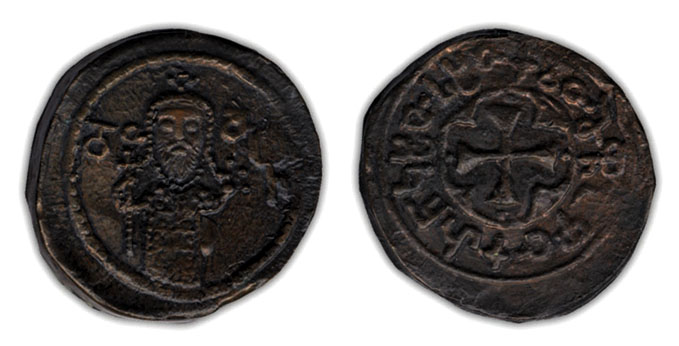
Moeda com efígie de r.

Nos séculos IX e XI, os seus subordinados incluíam os estratores [imperiais], armofílacas (armophylakes - "guardas dos armamentos" ou possivelmente "das carroças", de armatofílacas, segundo Nikolaos Oikonomides) e três establocometas (stablokomētes, "condes do estábulo"), um "da cidade" (σταβλοκόμης τῆς πόλεως, stablokomēs tēs poleōs, ou seja, de Constantinopla) e dois outros, provavelmente dos grandes estábulos imperiais em Malagina. Desde meados do século XI, contudo, o posto parece ter ascendido em importância, e foi conferido como uma dignidade cortesã honorífica para membros distintos da corte. Assim, em ca. 1042 Romano Esclero, o irmão da amante favorita do imperador Constantino IX Monômaco (r. 1042–1054), foi elevado ao classe de magistro, bem como aos postos de protoestrator e duque de Antioquia.
Durante o período Comneno (r. 1081–1185), o posto ascendeu ainda mais na hierarquia cortesã, de modo que o historiador Nicéforo Briênio, o Jovem foi capaz de observar que "este ofício tem sido sempre importante para os imperadores e foi conferido aos personagens mais elevados", enquanto o historiador do século XII João Zonaras, influenciado pelo uso corrente, escreve, referindo-se à concessão do posto a Basílio, o Macedônio, que "esta dignidade foi aquela de pessoas distintas e parantes dos imperadores". Titulares durante o período Comneno incluíram os distintos comandantes militares Miguel Ducas, o cunhado de Aleixo I (r. 1081–1118), e Aleixo Axuco, que casou-se com a sobrinha de Manuel I (r. 1043–1080).
Pela mesma época, foi também atestado no Reino da Geórgia onde foi ostentado pelo duque (eristavi) da Suanécia, João Vardanisdze, sob o rei Davi IV (r. 1089–1125). Escrevendo cerca de 1200, Nicetas Coniates iguala o ofício ao marechal ocidental, e parece que ele foi utilizado intercambiavelmente com o último no Império Latino e nos demais Estados latinos formados após a Quarta Cruzada. O ofício continuou a existir durante o período Paleólogo até a queda de Constantinopla, em 1453. Permaneceu uma das maiores dignidades do Estado, sendo classificado na 8ª posição da hierarquia, embora a partir do final do século XIII em diante, várias pessoas poderiam obtê-lo.

## Lista de titulares conhecidos
Nota: a lista só inclui titulares conhecidos por outros meios de identificação além dos seus selos.
| Nome                           | Mandato                           | Nomeado por                                   | Notas | Refs                 |
| ------------------------------ | --------------------------------- | --------------------------------------------- | --- | -------------------- |
| Rufo                           | ca. 712                           | Filípico Vardanes                             | Registrado as ""protoestrator do Opsício" por Teófanes, o Confessor, liderou suas tropas para depor e cegar Filípico Vardanes, elevando Anastácio II ao trono | [ 2 ] [ 14 ]         |
| Constantino                    | ca. 766                           |                                               | Filho do patrício armênio Vardanes, registrado como "espatário e protoestrator imperial" por Teófanes, o Confessor e como um dos conspiradores executados por conspirar contra o imperador Constantino V Coprônimo em 25 de agosto de 766. | [ 2 ] [ 15 ]         |
| Vardanes, o Turco              | Antes de 803                      | Desconhecido                                  | Atestado como estratego do Tema Anatólico e protoestrator nos Atos dos Santos Davi, Simeão e Jorge. Ele liderou uma rebelião mal sucedida contra Nicéforo I, o Logóteta em 803, e foi morto logo depois. | [ 16 ]               |
| Leão, o Armênio                | ca. 803                           | Vardanes, o Turco                             | O futuro imperador Leão V, o Armênio (r. 813–820), serviu como protoestrator para o general Vardanes, o Turco até a revolta fracassada do último. | [ 17 ] [ 18 ]        |
| Manuel, o Armênio              | ca. 811–813                       | Miguel I Rangabe                              | Nomeado por Miguel I como protoestrator imperial, mais tarde avançou para estratego do Tema Armeníaco e posteriormente doméstico das escolas sob o imperador Teófilo. | [ 2 ]                |
| Miguel, o Amoriano             | ca. 811–813                       | Leão, o Armênio                               | Durante o governo de Miguel I, Leão, o Armênio nomeou seu antigo companheiro-em-armas Miguel, o Amoriano como seu próprio protoestrator. Quando Leão tornou-se imperador em 813, Miguel avançou ainda mais em sua posição e tornar-se-ia imperador quando seus apoiantes assassinaram Leão em 820. | [ 17 ] [ 19 ]        |
| Anônimo                        | ca. 858                           | Miguel III, o Ébrio                           | Um protoestrator imperial não nomeado, por instigação da imperatriz-viúva Teodora, que havia sido deposta e confinada num convento, conspirou para assassinar o regente Bardas. Descoberto, ele e seus co-conspiradores foram executados no Hipódromo de Constantinopla. Ele foi sucedido por Basílio, o Macedônio. | [ 20 ]               |
| Basílio, o Macedônio           | ca. dos anos 850                  | Teofilitzes, Miguel III, o Ébrio              | O futuro imperador de origem camponesa Basílio I (r. 867–886) primeiro tornar-se-ia protoestrator dum rico magnata, Teofilitzes, antes de entrar em serviço imperial como estrator. Adquirindo o favor de Miguel III, rapidamente tornou-se protoestrator após seu predecessor ser executado por participar numa conspiração, e então progressivamente avançou para ofícios mais e mais altos, sendo posteriormente nomeado coimperador em 866. Assassinou Miguel em 867, tornando-o imperador único e fundador da dinastia macedônica. | [ 17 ] [ 21 ]        |
| Eustácio Argiro                | ca. 866                           | Bardas                                        | Eustácio Argiro foi protoestrator e apoiante do césar Bardas à época do assassinato do último em 866. É provavelmente identificado com o general posterior homônimo, que distinguiu-se no começo do século X por sua carreira sob Leão VI, o Sábio | [ 22 ]               |
| Nicéforo Focas, o Velho        | ca. anos 870/880                  | Basílio I, o Macedônio                        | Levado ao séquito imperial ainda jovem, foi logo elevado como protoestrator. Tornou-se um general bem-sucedido, com sua carreira culminando no ofício de doméstico das escolas nos anos 890. O fundador efetivo da fortuna da família Focas. | [ 23 ]               |
| Beano                          | ca. 880                           | Leão Apostipes                                | Protoestrator de Apostipes, após a desgraça de seu mestre, revelou seus crimes numa carta para o imperador Basílio I, mas foi assassinado pelos filhos de Apostipes em retaliação. | [ 24 ]               |
| Leão Saracenópulo              | ca. 980                           | Basílio II Bulgaróctono                       | Um general ativo na fronteira do Danúbio após 971, cuja carreira é principalmente conhecida através de seus selos. No último deles, aparece como patrício, conde do estábulo e protoestrator | [ 25 ]               |
| Romano Esclero                 | ca. 1042–54                       | Constantino IX Monômaco                       | Um distinto general e irmão da poderosa amante do imperador, foi nomeado magistro e protoestrator ca. 1042, bem como governador (duque) de Antioquia. Permaneceu protoestrator até 1054, quando foi promovido a proedro. | [ 9 ]                |
| Constantino Ducas              | ca. 1071                          | Miguel VII Ducas                              | Um filho do influente césar João Ducas e primo do imperador Miguel VII. | [ 26 ]               |
| Miguel Ducas                   | 1081 – desconhecido               | Aleixo I Comneno                              | Neto do césar João Ducas, irmão da esposa de Aleixo, a imperatriz Irene Ducena. Distinguiu-se como comandante, frequentemente acompanhando o imperador em campanha. | [ 26 ]               |
| Aleixo Axuco                   | Antes de 1157 – ca. 1170          | Manuel I Comneno                              | Um filho do grande doméstico João Axuco, casou-se com Maria Comnena, filha do falecido irmão mais velho de Manuel I, Aleixo. Um general capaz, lutou nas guerras de Manuel no sul da Itália, Cilícia e Hungria antes de cair em desgraça e ser confinado num mosteiro ca. 1170. | [ 26 ]               |
| Aleixo Comneno                 | ca. 1170                          | Manuel I Comneno                              | Atestado como protoestrator num sínodo em 1170, mais tarde tornar-se-ia protovestiário e foi o amante e co-regente de facto da imperatriz-viúva Maria de Antioquia em 1180–82. | [ 26 ]               |
| Manuel Camitzes                | ca. 1185 – 1201                   | Isaac II Ângelo, Aleixo III Ângelo            | Primeiro primo de Isaac II e Aleixo III, serviu como comandante contra o general rebelde Aleixo Branas, durante a passagem do exército de Frederico I para a Terceira Cruzada e contra a Rebelião Valaco-Búlgara. Capturado mais adiante pelo rebelde Ibanco, rebelou-se contra Aleixo III quando o último recusou-se a resgatá-lo e prendeu sua família. Ele foi posteriormente derrotado quando seu genro, Dobromir Crisos, desertou para o imperador.                                                                                | [ 27 ]               |
| Teodoro Ducas                  | ca. dos anos 1180/1200            | Isaac II Ângelo ou Aleixo III Ângelo          | Protoestrator e sebasto, conhecido apenas através de seu selo. Ghilland situa-o cronologicamente, embora apenas tentativamente, durante a dinastia ângela | [ 27 ]               |
| João Ises                      | ca. 1221–1236                     | Teodoro I Láscaris, João III Ducas Vatatzes   | Atestado como protoestrator em documentos de 1221 e tão tarde quanto 1236, brevemente ocupou Adrianópolis em 1224 tomando-a do Império Latino, mas foi forçado a abandoná-la para Teodoro Comneno Ducas logo depois. | [ 28 ] [ 29 ]        |
| João Ângelo                    | 1255–1258                         | Teodoro II Láscaris                           | Um dos favoritos de Teodoro II, foi promovido a protoestrator em 1255, do posto de grande primicério. Morreu logo após a morte do imperador, possivelmente por suicídio quando os nobres sob Miguel Paleólogo assumiram o poder. | [ 13 ] [ 30 ]        |
| Aleixo Ducas Filantropeno      | 1259–1273/4                       | Miguel VIII Paleólogo                         | Elevado a protoestrator logo após a coroação de Miguel VIII como imperador, liderou a marinha bizantina em campanhas nas décadas de 1260 e 1270 no lugar do mais antigo grande duque Miguel Láscaris. Ele sucedeu o último após sua morte e a Batalha de Demétrias, mas morreu logo depois. | [ 31 ] [ 32 ]        |
| Andrônico Ducas Apreno         | ca. 1266                          | Miguel VIII Paleólogo                         | Conhecido apenas como o sogro do grande doméstico Nicéforo Tarcaniota. | [ 33 ]               |
| Teodoro Tzimisces              | ca. 1268/1290                     | Nicéforo I Comneno Ducas                      | Protoestrator do Despotado do Epiro, ctetor of the Igreja da Panágia Bellas, onde é descrito com sua esposa e seu irmão João. | [ 34 ]               |
| Andrônico Paleólogo            | Por volta de 1277–1279/80         | Miguel VIII Paleólogo                         | Um primo ou sobrinho e aliado de Miguel VIII durante sua ascensão ao trono, foi elevado a protoestrator, possivelmente como sucessor de Aleixo Filantropeno. Recusou-se a reconhecer a União das Igrejas prometida por Miguel e foi preso, morrendo na prisão ca. 1279/80. | [ 31 ] [ 35 ]        |
| Tzasimpaxis                    | ca. 1279/80                       | Miguel VIII Paleólogo                         | Seu nome deriva do título turco chavuxe-baxi. Originalmente lutou para o candidato bizantino para o trono búlgaro, João Asen III e foi nomeado protoestrator por Miguel VIII. Mais tarde juntou-se a Lacanas. | [ 31 ] [ 36 ]        |
| Miguel Estrategópulo           | ca. 1280, 1283–93                 | Miguel VIII Paleólogo, Andrônico II Paleólogo | Deposto pela primeira vez em 1280 por consultar livros proféticos sobre o destino de Miguel VIII, reinstalado por Andrônico II e deposto novamente e preso em 1293 por acusações de conspiração. | [ 37 ] [ 38 ]        |
| Miguel Ducas Glabas Tarcaniota | entre 1297 e 1302/3 – após 1304   | Andrônico II Paleólogo                        | Um distingo general, lutou com sucesso contra os sérvios, búlgaros e angevinos. Nomeado protoestrator em algum momento entre 1297 e 1304 (provavelmente por 1302/3), retirou-se do serviço para um mosteiro e morreu logo depois (entre 1305 e 1308). | [ 39 ] [ 40 ]        |
| Miguel Zoriano                 | ca. 1300                          | Tomás I Comneno Ducas                         | Protoestrator e mestre da mesa do Despotado do Epiro. | [ 34 ] [ 41 ]        |
| João Files                     | ca. 1315                          | Andrônico II Paleólogo                        | Sobrinho e amigo de Andrônico II, apesar de não possuir experiência militar, destruiu um raide turco na Trácia e foi nomeado protoestrator como recompensa. | [ 39 ] [ 42 ]        |
| Teodoro Sinadeno               | 1321/29–1343                      | Andrônico III Paleólogo                       | Amigo e acérrimo defensor de Andrônico III na luta contra Andrônico II, foi promovido a protoestrator cerca de 1329, talvez tão cedo quanto 1321. Reteve uma sucessão de governos sob Andrônico III, e inicialmente apoiou João VI Cantacuzeno na guerra civil de 1341–47, antes de ser forçado a se submeter à regência de João V Paleólogo. Nomeado protovestiário, foi preso logo depois, morrendo em 1345/6. | [ 43 ] [ 44 ]        |
| Andrônico Paleólogo            | 1342–1344                         | João VI Cantacuzeno                           | Nomeado protoestrator e governador de Ródope por João VI, mas imediadamente desertou à regência. Se afogou em julho de 1344 no rio Ebro. | [ 45 ] [ 46 ]        |
| André Faciólato                | 1347–1354                         | João VI Cantacuzeno                           | De origem genovesa, lutou em nome da regência durante a guerra civil, mas em fevereiro de 1347 permitiu a entrada de Cantacuzeno em Constantinopla. Nomeado protoestrator por Cantacuzeno, liderou o esforço de reconstruir a marinha bizantina na guerra mal-sucedida contra a República de Gênova. | [ 47 ] [ 48 ]        |
| Jorge Facrases                 | ca. 1346 – após 1351              | João VI Cantacuzeno                           | Apoiante de Cantacuzeno, elevado a protoestrator cerca de 1346, quando derrotou Dobrotitsa. Também tomou parte no assalto mal-sucedido contra Gálata em 1351. | [ 49 ] [ 50 ]        |
| Constantino Tarcaniota         | ca. 1351                          | João VI Cantacuzeno                           | Como protoestrator liderou a frota bizantina no assalto mal-sucedido em Gálata em 1351. Em 1352, provavelmente desertou para João V Paleólogo. | [ 49 ] [ 51 ]        |
| Manasses Tarcaniota            | ca. 1364                          | João V Paleólogo                              | Mencionado apenas numa bula dourada em agosto de 1364 como proprietário do Mosteiro de Cristo, o Salvador em Salonica. Após sua morte, foi transferido para o Mosteiro Vatopedi no Monte Atos. | [ 52 ] [ 53 ]        |
| Miguel Astras Sinadeno         | ca. 1378                          | João V Paleólogo                              | Mencionado apenas numa prostagma imperial sobre uma disputa entre os Mosteiros Hilandar e Zografo. | [ 52 ]               |
| João Paleólogo                 | ca. 1375/6–77                     | João V Paleólogo                              | Filho do grande doméstico Demétrio Paleólogo, mencionado numa das cartas de Demétrio Cidônio devido a uma disputa financeira. | [ 54 ]               |
| Criso                          | ca. 1376–79                       | Andrônico IV Paleólogo                        | Mencionado numa bula dourada como tendo ilegalmente tomado a propriedade do Mosteiro Vatopedi em Salonica. | [ 52 ] [ 55 ]        |
| Manuel Frangópulo              | ca. 1394 – após 1407              | Manuel II Paleólogo (?)                       | Ativo no Despotado da Moreia, assinou um tratado com Veneza em 1394. Segundo Karl Hopf, que não fornece uma fonte, ele agiu como regente para o infante Teodoro II Paleólogo em 1407. Com base num documento veneziano de 1429, teria sido promovido a mega-duque. | [ 52 ] [ 56 ]        |
| Saracenópulo                   | ca. 1395                          | Manuel II Paleólogo (?)                       | Mencionado apenas como liderando uma revolta na fortaleza de Greveno em 1395 contra Teodoro I Paleólogo. | [ 52 ] [ 57 ]        |
| Cantacuzeno                    | ca. 1395 (?)                      |                                               | Conhecido apenas como pai de Teodora Cantacuzena, esposa de Aleixo IV de Trebizonda. | [ 58 ]               |
| José Vizas                     | ca. 1402                          |                                               | Estrátoro do Reino do Chipre pelo tempo de sua morte em Nicósia em 1402. | [ 59 ]               |
| Estêvão Buísavo                | 1411–1430                         | Carlos I Tocco                                | Albanês, líder dos malacásios, submetido por Carlos Tocco em 1411 e foi nomeado protoestrator de Janina. | [ 60 ]               |
| Andronicópulo                  | Desconhecido, morto antes de 1432 |                                               | Mencionado apenas num documento, foi protoestrator do Império de Trebizonda. | [ 61 ]               |
| Manuel Cantacuzeno             | 1420–1429                         | Manuel II Paleólogo                           | Manuel II enviou-o como emissário para Maomé I, o Cavalheiro em 1420, sendo ainda atestado no posto em 1429. | [ 52 ] [ 62 ]        |
| Nicéforo Melisseno             |                                   |                                               | Falsamente registrado como "grande protoestrator" (um título não existente) por Macário Melisseno, que lutou para promover o prestígio da família. Nicéforo foi na verdade um magnata na Messênia, tornou-se metropolita de Adrianópolis e morreu logo depois (1429). | [ 63 ]               |
| Marco Paleólogo Iágaris        | ca. 1430                          | João VIII Paleólogo                           | Oficial de alta patente e frequente emissário diplomático, foi brevemente protoestrator em algum momento em torno de 1430, antes de ser promovido para grande estratopedarca. | [ 64 ] [ 65 ]        |
| Nicolau Frangópulo             | ca. 1430                          | João VIII Paleólogo                           | Registrado como um emissário de João VIII para o sultão Murade II durante o Cerco de Salonica. Mais tarde aliou-se com Tomás Paleólogo contra Demétrio Paleólogo em suas disputas pelo controle da Moreia. | [ 65 ]               |
| João Frangópulo                | ca. 1428                          | João VIII Paleólogo                           | Protoestrator, mesazonte universal e general de Constantino XI Paleólogo durante o mandato do último como déspota da Moreia. Fundador do Mosteiro de Pantanassa em Mistras. | [ 65 ] [ 66 ] [ 67 ] |
| Cantacuzeno                    | ca. anos 1430/1440–1453           |                                               | Filho de nome desconhecido do mesazonte Demétrio Paleólogo Cantacuzeno, executado por Maomé II, o Conquistador após a Queda de Constantinopla. | [ 65 ] [ 68 ]        |
| Leão Frangópulo                | ca. 1443                          | João VIII Paleólogo                           | Atestado como viajando para Constantinopla em 1443, um sobrinho de Nicéforo Melisseno mencionado acima. | [ 65 ]               |
| Paleólogo                      | 1453                              | Constantino XI Paleólogo                      | Morto com seus dois filhos durante o Cerco de Constantinopla pelo Império Otomano. Foi sugerido que pode ser identificado com Teófilo Paleólogo. | [ 65 ] [ 69 ]        |
| Giovanni Giustiniani Longo     | 1453                              | Constantino XI Paleólogo                      | Comandante das tropas genovesas durante a Queda de Constantinopla. Pesadamente ferido, escapou da cidade, mas morreu em seu caminho para Quios. | [ 34 ] [ 70 ]        |